# Engler i sneen
Engler i sneen (Nederlands: Engelen in de sneeuw) is een studioalbum van Ketil Bjørnstad. Het album werd in september/oktober 1981 opgenomen in de Rosenborg Studio in Oslo. Het album bevat filmmuziek bij de film Engler i sneen van Haakon Sandøys op basis van de roman Vinterbyen (1977) van Bjørnstad.
IMDB over de film: van de twintiger Espen wordt vanwege drankmisbruik het rijbewijs ingenomen, waardoor zijn baan komt te vervallen. Dat leidt er toe dat zijn vriendin Unni wellicht niet verder met hem wil.

## Musici
- Ketil Bjørnstad – piano, synthesizer (geprogrammeerd door Brynjulf Blix)
- Knut Riisnæs – saxofoon, dwarsfluit
- Pete Knutsen – gitaar
- Terje Venaas – basgitaar, contrabas
- Pål Thowsen – drumstel

## Muziek
Alle composities van Ketil Bjørnstad

| Nr. | Titel                           | Duur |
| --- | ------------------------------- | ---- |
| 1.  | Engler i sneen                  | 5:37 |
| 2.  | Den fremmede                    | 4:49 |
| 3.  | Føttenes veier                  | 3:16 |
| 4.  | Vals for 3                      | 5:23 |
| 5.  | Byen ved fjorden                | 4;48 |
| 6.  | Blues for et mislykket karneval | 5:19 |
| 7.  | Venninner                       | 4:42 |
| 8.  | Hvite løgner                    | 6:02 |